# Cinnemousun Narrows Park
Cinnemousun Narrows Park är en park i Kanada.   Den ligger i provinsen British Columbia, i den södra delen av landet, 3 200 km väster om huvudstaden Ottawa. Cinnemousun Narrows Park ligger 391 meter över havet.
Terrängen runt Cinnemousun Narrows Park är bergig österut, men västerut är den kuperad. Runt Cinnemousun Narrows Park är det mycket glesbefolkat, med 2 invånare per kvadratkilometer.. Närmaste större samhälle är Sicamous, 18,3 km söder om Cinnemousun Narrows Park. 
I omgivningarna runt Cinnemousun Narrows Park växer i huvudsak barrskog.